# Wieser Ferenc
Wieser Ferenc (Buda, 1812. – Lébény, 1869. augusztus 30.) magyar építész.

## Életpályája
Bécsben tanult; ezután Hild József mellett dolgozott, majd hosszabb angliai tanulmányutat tett. 1842-től a pesti építőcéh tagja, a hazai romantikus építészet egyik jeles képviselője volt.
Sírja a Fiumei úti sírkertben található.

## Épületei
- a velencei-gótikus stílusú volt Pichler-ház (1855–1857: Szt. István tér 12.)
- a pesti ferences templom barokkos jellegű tornya (1858–1863)
- a Horváth-ház (Kossuth Lajos-u. 3.) átalakítása
- a Kálvin téri református paplak és iskola bővítése
- a volt Pálffy- Földváry- és Tarczalovics-palota
- a miskolci belvárosi református templom tornya

## Galéria
- Pichler-ház 2017-ben
- Pichler-ház 2016-ban